# Iping
Iping – wieś w Anglii, w hrabstwie West Sussex, w dystrykcie Chichester. Leży 18 km na północ od miasta Chichester i 73 km na południowy zachód od Londynu.

## W popkulturze
Iping jest miejscem wydarzeń powieści fantastycznej H. G. Wellsa Niewidzialny człowiek z 1897 roku.